# Javier Solís

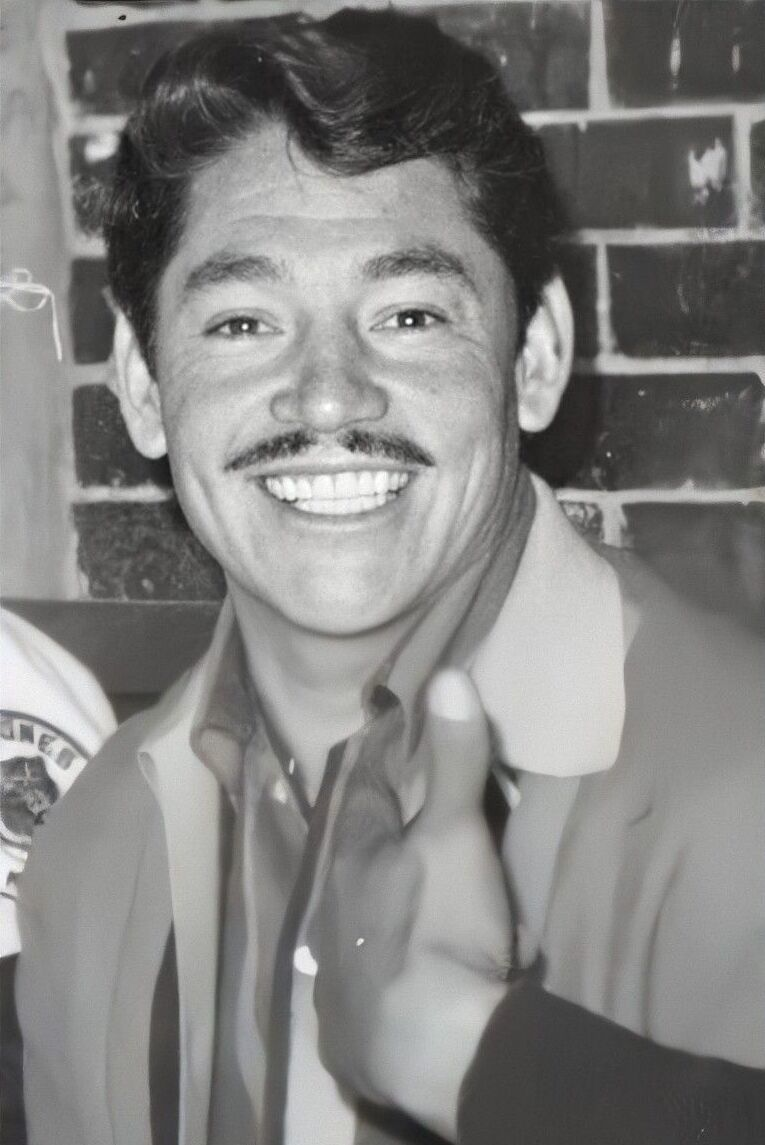
Javier Solís (1966)

Javier Solís (* 1. September 1931 in Nogales, Sonora, Mexiko; † 19. April 1966 in Mexiko-Stadt; geboren als Gabriel Siria Levario) war ein mexikanischer Sänger und Schauspieler, der hauptsächlich durch bekannte Lieder wie „Media Vuelta“ oder „Sombras“ als Ranchera-Sänger in Erscheinung trat.

## Leben

### Frühes Leben
Javier Solís wurde als erstes von drei Kindern des Bäckers Francisco Siria Mora und der Kauffrau Juana Levario Plata in Nogales geboren. Seine Kindheit war sehr durchwachsen, so musste er beispielsweise seine Schullaufbahn abbrechen, um seine Familie im Alltag zu unterstützen. In jungen Jahren wollte Javier Solís Profiboxer werden; er trainierte in seiner Freizeit und hatte anfangs auch Erfolg. Erst nach einer Reihe von Misserfolgen riet ihm sein Vater, die Boxkarriere aufzugeben. Trotzdem war es nicht Solís’ Vater, der ihn zum Singen brachte: Während seiner Jugend arbeitete der Mexikaner in einer Metzgerei, deren Chef Solís einmal beim Singen hörte und ihm vorschlug, eine Karriere als Sänger einzuschlagen. Im Alter von 16 Jahren zog es Solís nach Puebla, wo er schließlich auf die zwei Mitglieder der Musikgruppe „Los Panchos“ Julito Rodriguez und Alfredo Gil, den Erfinder des Requinto, traf. Diese verhalfen ihm zu seinen ersten Aufnahmen bei den Columbia Records im Jahr 1950.

### Karriere als Sänger
Während seiner ersten Albumaufnahmen in den frühen 1950er Jahren sang Solís auch im „Teatro Lirico“, wo er seine spätere Frau, die Tänzerin Blanca Estela Sáinz, kennenlernte. Sein erster bekannter Titel war „Llorarás“, der von Felipe Valdes Leal produziert wurde. Sein Produzent gab ihm auch den Künstlernamen „Javier Solís“, zuvor war er noch unter dem Namen Gabriel Siria Levario bekannt gewesen. Solís war ab dem Jahr 1957 aktiv als Sänger im Geschäft tätig, er kombinierte den Stil des Ranchera mit Bolero-Elementen und gilt bis heute als „König des Bolero Ranchero“. Ab dem Jahr 1959 arbeitete Solís auch als Schauspieler, insgesamt wirkte er in mehr als 20 Filmen mit.

### Tod
Javier Solís starb am 19. April 1966 in Mexiko-Stadt, nachdem er zuvor an der Gallenblase operiert geworden war und es dann zu Komplikationen gekommen war. Sein Arzt hatte ihm untersagt zu trinken, weshalb er kurz vor seinem Tod sagte:

«Que riegen con mucha agua mi tumba, se que me voy a morir esto no tiene remedio.»

„Sie werden mein Grab mit viel Wasser beschütten müssen, ich weiß, dass ich sterben werde, es gibt kein Heilmittel.“

Im Jahr 1994 nahm die Sängerin Vikki Carr in Gedenken an Solís das Album Recuerdo a Javier Solis (dt. Erinnerung an Javier Solís) auf.